# Paulo Marotta
Paulo Marcus Tropia Marotta, ou simplesmente Paulo Marotta (Serra do Navio, 6 de novembro de 1962) é um cantor, compositor, arranjador, baixista e engenheiro civil brasileiro, baixista e vocalista da banda de rock Rebanhão.
Seu pai era presbítero na Igreja Presbiteriana de Copacabana, igreja ao qual o cantor Janires mais tarde tornou-se membro. Juntamente com vários músicos foi integrante da formação inicial do Rebanhão, a primeira banda de rock cristão notável do Brasil tocando baixo. A partir do álbum Luz do Mundo, Paulo Marotta tornou-se vocalista da banda, juntamente com Carlinhos Felix e Pedro Braconnot, fazendo parte do trio que compôs a "formação clássica" da banda.
Também compositor, sua canção mais notável no Rebanhão foi "Muro de Pedra", também regravada por Carlinhos Felix em seu trabalho solo, Nada a Perder, gravada originalmente no álbum Princípio, o trabalho de maior repercussão do grupo. Foi intérprete da canção "Viajar", uma das principais obras de Sérgio Pimenta.
Por motivos pessoais, Paulo Marotta saiu do Rebanhão em 1992, um ano após a saída de Fernando Augusto (Tutuca) e Carlinhos Felix. Desde então, pouco atuou na música. Em 2003 foi o representante do Rebanhão no álbum Tributo a Janires, produzido pelo Vencedores por Cristo, também cantando "Casinha".
Atualmente, Paulo Marotta trabalha como engenheiro e mora em Belo Horizonte, Minas Gerais.
Paulo Marotta voltou ao Rebanhão na reunião de 35 anos como baixista e vocalista.

## Discografia
Com o Rebanhão
- 1981: Mais Doce que o Mel
- 1983: Luz do Mundo
- 1985: Janires e Amigos
- 1986: Semeador
- 1988: Novo Dia
- 1990: Princípio
- 1991: Pé na Estrada
- 2017: 35

Com outros artistas ou participações
- 1995: Nada a Perder (participação em "Muro de Pedra")
- 2003: Tributo a Janires (participação em depoimentos; "Casinha")